# Hande Yener
Hande Yener, turška pevka, * 12. januar, 1973, Istanbul.

## Diskografija
- Senden İbaret (2000)
- Sen Yoluna... Ben Yoluma... (2002)
- Aşk Kadın Ruhundan Anlamıyor (2004)
- Apayrı (2006)
- Nasıl Delirdim? (2007)
- Hipnoz (2008)
- Hayrola? (2009)
- Hande'ye Neler Oluyor? (2010)
- Teşekkürler (2011)
- Kraliçe (2012)
- Mükemmel (2014)